# Micromidia atrifrons
Micromidia atrifrons är en trollsländeart som först beskrevs av Mclachlan 1883.  Micromidia atrifrons ingår i släktet Micromidia och familjen skimmertrollsländor. IUCN kategoriserar arten globalt som livskraftig. Inga underarter finns listade i Catalogue of Life.